# حبیب گی
حبیب گی (انگلیسی: Habib Guèye؛ زادهٔ ۸ مارس ۱۹۹۹) بازیکن فوتبال اهل سنگال است.
از باشگاه‌هایی که در آن بازی کرده‌است می‌توان به باشگاه فوتبال السوند اف. کی اشاره کرد.